# Joan Pau Pujol
Joan Pau Pujol (Barcellona, 18 giugno 1573 – Barcellona, 17 maggio 1626) è stato un presbitero, compositore e organista spagnolo.

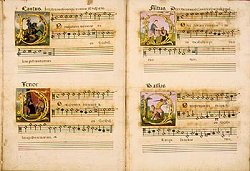
Partitura di Joan Pau Pujol

Pujol è nato nel 1573 nei pressi di Barcellona. Della sua vita si sa che è stato il maestro di cappella prima della Cattedrale di Tarragona, poi dal 1595 al 1612 passò alla basilica di Nostra Signora del Pilar a Saragozza, infine si trasferì nella sua città natale come maestro di cappella della cattedrale di Barcellona, fino alla sua morte nel 1626.
La grande importanza di questo compositore catalano si basa sulla grande prestigio che ha avuto in vita e la grande influenza che aveva sui compositori spagnoli che lo seguirono, come è stato dimostrato nei numerosi riferimenti a lui in trattati e libri teorici del suo tempo. 

## Opere
Tra le sue opere troviamo 24 messe, vespri, 9 Magnificat, 2 Stabat Mater, antifone, responsori, lamentazioni, villancicos e nella musica secolare "tonos umani".